# Saint-Bonnet-de-Four
Saint-Bonnet-de-Four – miejscowość i gmina we Francji, w regionie Owernia-Rodan-Alpy, w departamencie Allier.

## Demografia
Według danych na rok 1990 gminę zamieszkiwało 227 osób, a gęstość zaludnienia wynosiła 12 osób/km². W styczniu 2015 r. Saint-Bonnet-de-Four zamieszkiwało 216 osób, przy gęstości zaludnienia wynoszącej 11,4 osób/km².